# Stavební obklad
Stavební obklady jsou skládané materiály, které slouží k překrytí stavebních konstrukcí z důvodů funkčních (např. ochrana před vnějšími vlivy jako je vlhkost či teplota) nebo estetických. Lze je dělit na vnitřní a vnější, svislé a vodorovné, podle jejich umístění jsou kladeny nároky např. na jejich odolnost (např. mrazuvzdornost, otěruvzdornost, protiskluznost aj.). Mohou být z různých materiálů, nejčastěji jsou keramické, kamenné, dřevěné, skleněné nebo kovové, ale i kompozitní (např. cementotřískové).
Pro obkládání stěn se používají zpravidla obkladačky jinak též kachličky. Stěny (zejména vnější fasády) lze obkládat také cihlovými pásky. Pro obložení podlah se používají dlaždice či dlaždičky, takový obklad se nazývá dlažba.